# Cezar Ivănescu
Cezar Ivănescu (n. 6 august 1941, Bârlad, județul Vaslui — d. 24 aprilie 2008, București) a fost un poet, dramaturg, scriitor și director de editură român.

## Biografie
A provenit dintr-o familie de intelectuali moldavi: nepot al lingvistului Gheorghe Ivănescu, rudă cu Octav Onicescu. A copilărit la Vutcani (situat la cca 36 km de Huși și la 18 km de de actuala comună „Dimitrie Cantemir”), în zona Tutovei; la Liceul „Cuza Vodă” din Huși și-a început studiile secundare, după care s-a transferat la Liceul internat din Iași.
Albanez după mama sa, Xantipa Naum, cunoscătoare nativă a limbii albaneze, familia Naum fiind originară din Curcea (Korça), Cezar Ivănescu a declarat în repetate rânduri că are origini albaneze afirmând și că: „(...) de la albanezi (am luat) curajul și de la români puterea de a îndura”.  În 15-17 aprilie 2008, cu doar o săptămână înaintea morții sale, participă, la Tirana, în prezența a numeroase personalități, la lansarea antologiei Loję Dashurie (Jeu d'Amour). Vizita se încheie cu propunerea ca  scriitorul Cezar Ivănescu să fie nominalizat drept candidat al Albaniei la Premiul Nobel pentru literatură.
A absolvit Facultatea de Filologie din Iași. Redactor la revista „Luceafărul”, îndrumă în anii '80 cenaclul Numele poetului, frecventat de tineri scriitori precum Gabriela Crețan, Mircea Șoncuteanu, Florentina Vișan, Delia Dună, Tiberiu Dăioni, Ioana Bălan, Valeriu Mircea Popa, Dan Oprina, Mihaela Muraru-Mandrea, Mircea Drăgănescu, Petruț Pârvescu, Marian Constandache.
Cezar Ivănescu își face debutul poetic în revista Flacăra Iașului in iunie 1959. Debut în teatru (1969), cu piesa Mică dramă, care se joacă la Teatrul „Al. Davila“ din Pitești, fiind montată „într-un spectacol coupé“ cu Vin soldații de George Astaloș, în regia lui Radu Boroianu. În anul 1968 îi apare volumul de debut Rod, eveniment editorial de excepție despre care criticul Nicolae Manolescu scria: „Când în proză se va debuta cu cărți de valoarea Rodului lui Cezar Ivănescu, vom putea vorbi nu de o evoluție, ci de o adevărată revoluție“. Volumul este încununat cu Marele Premiu al Festivalului național de poezie „Mihai Eminescu“, Iași, 1968, ediția întîi.
În anul 1963, pe 18 aprilie, se căsătorește cu colega de grupă Maria (născută Avasîlcăi, Soroca, U.R.S.S., 1 februarie 1942-10 iulie 2000, Bistrița, România). Maria Ivănescu a fost o eminentă traducătoare din și în limba franceză, efectuând și semnând traducerile singură sau în colaborare cu Cezar Ivănescu. A tradus peste 150 de cărți ale unor mari autori dintre care amintim pe L. F. Céline, Mircea Eliade, René Guénon, Blaise Pascal, Marin Preda și mulți alții.
Din 1968 este profesor de limba și literatura română în Ardeal și Moldova, apoi redactor la Almanahul literar al Uniunii Scriitorilor și la revista Argeș din Pitești. În 1971 începe spectacolele de muzică și poezie, cu propria-i orchestră, numită „Baaad“, preludiu la capodopera sa poetică de mai tîrziu intitulată La Baaad. Despre Rod III, Marin Preda afirma: „ Am citit volumul lui Cezar Ivănescu în redacția editurii Cartea Românească. Din zecile de volume de poezie care ne vin, deodată am auzit o voce obsedată de un singur sentiment cîntat cu o mare adîncime și forță de expresie... Cititorul poate fi șocat de unicitatea sentimentului, dar în cele din urmă cîștigat și emoționat. O adevărată voce de mare poet“.
În 1973, Ivănescu efectuează, timp de trei săptămâni, o primă vizită în Albania trimis de Uniunea Scriitorilor din România. Este însoțit de prozatorul Augustin Buzura. Reîntors în România va declara, printre altele: „La Korcea, semnatarul acestor rânduri avea să-și împlinească și datoria pioasă de a vedea pământul maicii sale.” (Cezar Ivănescu, România literară, 1973). A tradus și a publicat poeții albanezi: Migjeni, Ismail Kadare, Fatos Arapi.
Insolitul personalității sale este izbitor prin aceste manifestări. Cezar Ivănescu reînvia printr-o formulă modernă, sincretismul baladesc medieval al poeziei și muzicii. A creat muzică și a cîntat propriile versuri, dar și poeme de Pindar, Rutebeuf, François Villon, Lorenzo de Medici, Charles Baudelaire, Edgar Allan Poe, Henri de Regnier, Mihai Eminescu și George Bacovia. I se tipărește la Editura Minerva antologia de poezie românească sub titlul ''Cîntecul amintirii'' (1978), cuprinzînd poeți de la Dosoftei la Dumitru M. Ion. Prefațează romanul lui Louis F. Céline, Călătorie la capătul nopții, în traducerea soției sale Maria Ivănescu, tălmăcire căreia i s-a decernat Premiul pentru traducere al Asociației Scriitorilor din București. Traduce din franceză, împreună cu Maria Ivănescu, lucrarea lui Mircea Eliade, De la Zalmoxis la Genghis-han. De la Păltiniș, Constantin Noica îi împărtășește gîndurile despre La Baaad și Muzeon, ca și despre traducerea din Mircea Eliade, scriindu-i la 8 martie 1980.
În anul centenarului morții lui Mihai Eminescu are gata pentru tipar un volum cu poeme închinate „Marelui său Maestru în absolut“ (1989), dar cartea este respinsă de directorii editurii Cartea Românească. La 10 decembrie 1989, forțează, de aceea, organizarea unui spectacol de muzică și poezie sub genericul „Doina, închinare lui Eminescu“, la Casa de cultură „Mihai Eminescu“ din București. În noaptea de 21 spre 22 decembrie, la Radio „Vocea Americii“ i se recită premonitor Doina despre Fiara cea Apocalipsă și despre marginalizarea poporului român. Continuă seria de traduceri, împreună cu soția sa Maria Ivănescu, din Mircea Eliade, apare la Editura Științifică, volumul ''Eseuri'' (Mituri, vise și mistere și Mitul eternei reîntoarceri).

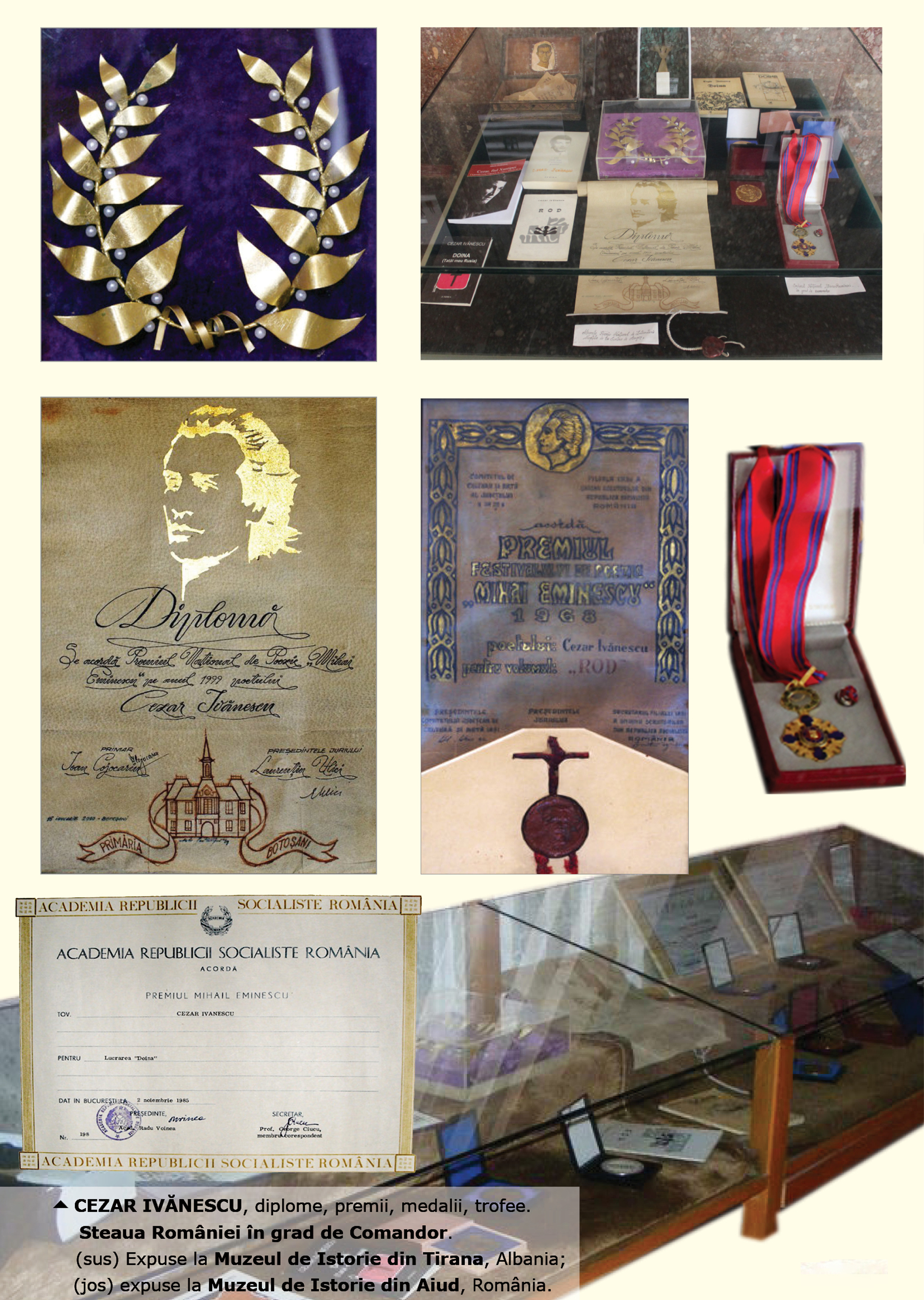
Cezar Ivănescu, diplome și medalii expuse în cadrul mai multor manifestări in memoriam Cezar Ivănescu, desfășurate în țară și peste hotare (Aiud, Galați, Sibiu, Korcea, Tirana ș.a.)

La 14 iunie 1990 este victima mineriadei. În urma agresiunilor extrem de dure, fizice și psihice suferite își revine greu după o lungă boală .
Semnează împreună cu Maria Ivănescu traducerea din limba franceză, Blaise Pascal, ''Cugetări'', text integral, 1998, Editura Aion. Susține spectacolul de muzică și poezie Rosarium (1998). Susține spectacolul de muzică și poezie Doina, închinare lui Eminescu. Gavril Țărmure și „Societatea de Concerte“ îi produc primul CD și prima casetă cu fragmente din spectacolul Doina, închinare lui Eminescu. Cezar Ivanescu a făcut greva foamei in anii '60, ca student în Iași, al Facultății de Filologie în semn de protest pentru ca a fost exmatriculat din facultate și exclus din Cenaclul Facultății de Filologie, pentru că a citit câteva poeme cumplite, anticomuniste și antisistem. A mai făcut greva foamei în 1983 în redacția revistei Luceafărul în semn de protest împotriva cenzurii comuniste care-i pregătea pentru a fi topită cartea de poeme Doina. A făcut din nou, 7 zile, greva foamei în 1986, până când a fost spitalizat în stare critică la Spitalul de Urgență Floreasca din București, în pragul morții, avînd o greutate de doar 45 kg, în semn de protest împotriva autorităților comuniste care i-au interzis "Cenaclul Numele Poetului". A făcut greva foamei și în 5 ianuarie 1990 în semn de protest pentru faptul că Mircea Dinescu, președintele Uniunii Scriitorilor, i-a desfăcut contractul de muncă.
O altă agresiune îndreptată împotriva poetului a avut loc pe 3 ianuarie 2006. Cezar Ivănescu a fost atacat cu violență chiar în fața casei sale, în plină zi, de trei indivizi bine făcuți și umplut de sânge, tăindu-i-se o mică borsetă pe care o purta la piept. A scăpat cu viață fugind în bulevardul Dacia și luând un taxi. Ulterior a venit și un echipaj al Poliției care a constatat urmările agresiunii. Cezar Ivănescu a depus apoi o reclamație la Poliție și și-a exprimat dorința ca acest caz să nu fie mediatizat, întrucât nu dorea ca imaginea sa – cu urmele fizice ale acestei grave agresiuni – să devină publică .
A candidat în iunie 2005 la funcția de președinte al Uniunii Scriitorilor. 
La data de 14.06.2018 i se conferă post-mortem „Titlul de Excelență în domeniul literar” (cf. HOTARARE nr. 372 din 2018-06-14 PRIVIND CONFERIREA POST-MORTEM A TITLULUI DE EXCELENTĂ IN DOMENIUL LITERAR DOMNULUI CEZAR IVANESCU, în ședința ordinară a Consiliului General al Municipiului București).

## Recunoaștere [distincții, premii; selectiv]
- Marele Premiu al Festivalului național de poezie „Mihai Eminescu“ (1968, ediția întâi, Iași) pentru volumul de debut Rod (EPLA, 1968)
- Premiul literar Argeș pentru teatru, Pitești (1970)
- Premiul „Mihai Eminescu” al Academiei Române (1985), pentru volumul Doina
- Premiul Uniunii Scriitorilor din România (1992), pentru volumul Alte fragmente din Muzeon
- Premiul special al Salonului de carte orădean, pentru volumul Rosarium (1996), Oradea
- Premiul Poesis pentru Opera Omnia, premiul revistei Poesis, Satu Mare (1996)
- Premiul Național de Poezie „Mihai Eminescu”, Opera Omnia (1999), pentru întreaga activitate
- Cetățean de onoare al orașului Bârlad (1999)
- Premiul „Andrei Șaguna” cu ocazia Festivalului Internațional de Teatru (1999), Sfântu Gheorghe
- Premiul de excelență al Uniunii Scriitorilor din Moldova (2000)
- Cetățean de onoare al orașului Botoșani (2000)
- Act de cinstire, Episcopia Română a Caransebeșului, pentru activitatea desfășurată în slujba culturii și a neamului românesc (2001), Caransebeș
- Premiul CultuRAAL pentru întreaga operă poetică (2001), Bistrița
- Premiul Omnia pentru întreaga operă literară, Festivalul Internațional de Poezie EMIA, ediția a II-a (2001), Hunedoara
- Marele Premiu pentru Poezie Sfântul Gheorghe (Festivalul Internațional de Poezie „Drumuri de spice, Uzdin
- Marele Premiu al Festivalului Internațional „Nopțile de Poezie de la Curtea de Argeș” (2004)
- Premiul de excelență al USR Iași (filiala Uniunii Scriitorilor din România) (2006)
- Premiul Balcanica pentru poezie, Festivalul poeților din Balcani, Brăila (2007)
- Titlul de Excelență în domeniul literar (cf. HOTARARE nr. 372 din 2018-06-14 PRIVIND CONFERIREA POST-MORTEM A TITLULUI DE EXCELENTĂ IN DOMENIUL LITERAR DOMNULUI CEZAR IVANESCU, în ședința ordinară a Consiliului General al Municipiului București), post-mortem, 14.06.2018
- Premiul „Eminescu Ziaristul”, in memoriam, acordat de Uniunea Ziariștilor Profesioniști din România, 2020[12]

## Premiul „Cezar Ivănescu” pentru literatură
În România se acordă mai multe premii care poartă numele scriitorului Cezar Ivănescu, astfel:
- Premiul „Cezar Ivanescu” al Uniunii Scriitorilor din România (USR). Se acordă anual, sub patronajul USR, al Primăriei din Iași precum și al tuturor președinților în viață cunoscuți de-a lungul timpului de către USR Filiala Iași. Printre premianți se numără scriitoarea suceveană Angela FURTUNĂ (2021) – pentru volumul Post-hipnotice (Coperta și grafica Devis Grebu, Editura Timpul, Iași, 2013); Dorin Ploscaru (2018) – pentru volumul  Cincizeci de ierni pe muntele Fuji, Ed. Doxologia; poetul Nicolae Panaite (2020) – pentru volumul Ziua verde, Editura Junimea; poeta Angela Baciu (2021) – pentru volumul de poezie Mic dejun la Frida, Editura Tracus Arte (2020). Premiu instituit în 2014.
- Premiul „Cezar Ivănescu” acordat de Asociația Liga Albanezilor din România (ALAR). Se acordă anual unui scriitor de limbă română cu origini etnice în rândul minorităților naționale din România. Premiu instituit în 2021. Premiul literar „Cezar Ivănescu” – ediția I – a fost decernat scriitorului OCTAVIAN SOVIANY.

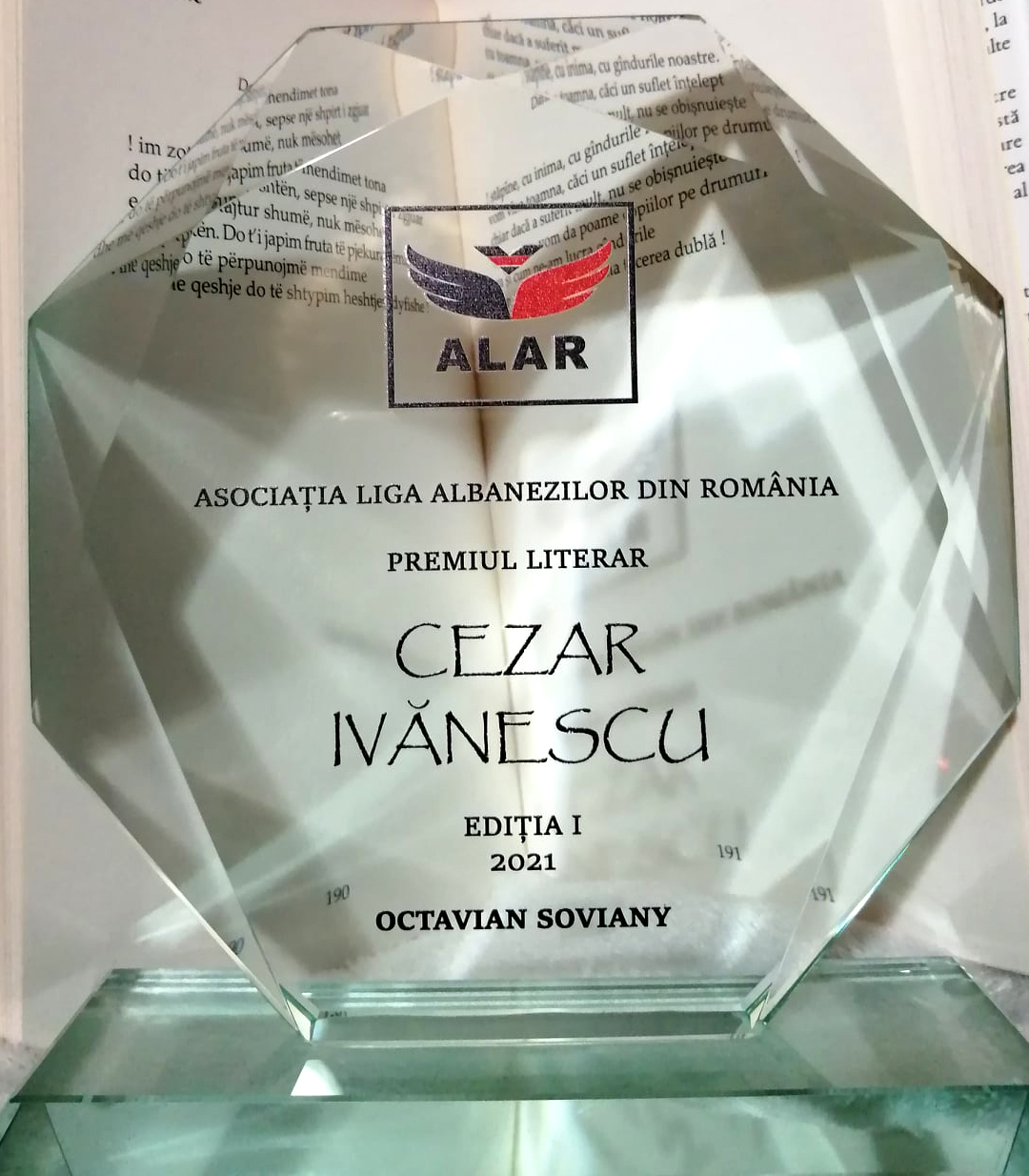
Asociația Liga Albanezilor din România a instituit premiul literar „Cezar Ivănescu” în anul 2021, dedicat marelui poet român, de origine albaneză după mamă. Premiul va fi acordat anual unui scriitor de limbă română cu origini etnice în rândul minorităților naționale din România.

### Decorații
- Ordinul național „Steaua României” în grad de Comandor (1 decembrie 2000) „pentru realizări artistice remarcabile și pentru promovarea culturii, de Ziua Națională a României”[13]

## Casă monument istoric

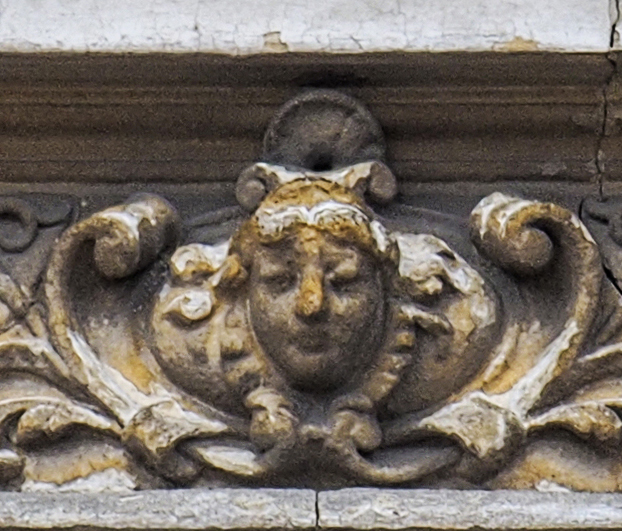
Element decorativ exterior aflat pe fațada casei (1894) în care a copilărit Victor Eftimiu, scriitor roman de origine albaneză.

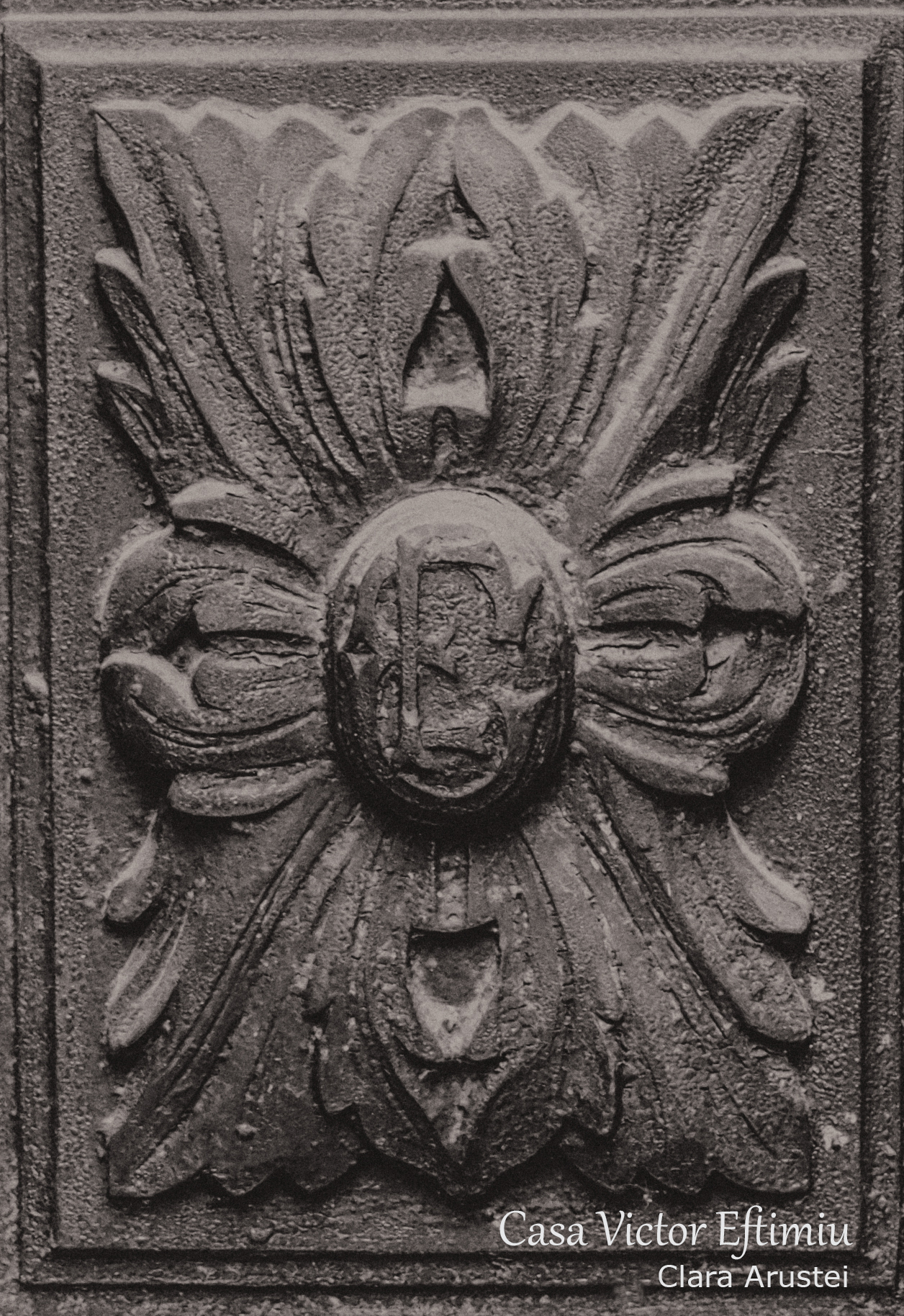
Element decorativ interior aflat pe ușa principala a casei (1894) reproducând inițialele proprietarului G.E. (Gheorghe Eftimiu, tatăl scriitorului Victor Eftimiu)

În vara anului 2019, pentru casa în care scriitorul Cezar Ivănescu a locuit în ultima perioadă a vieții (1986-2008) a fost declanșată procedura de clasare ca monument istoric, în regim de urgență (decizie a Ministerului Culturii și Identității Naționale, solicitare înaintată în martie 2018). Clădirea, datând din anul 1894 (v. fond Eftimiu, Acad. Română), a fost casa părintească a scriitorului român de origini albaneze Victor Eftimiu (în pivnița căreia Eftimiu copil a pus în scenă primele sale piese de teatru). Având o ridicată valoare memorial-simbolică se dorește salvarea acesteia și transformarea acesteia într-un muzeu dedicat celor doi mari scriitori cu origini albaneze: Eftimiu și Ivănescu. Din păcate, în imediata sa vecinătate PMB a aprobat construirea unui bloc cu cinci niveluri, printr-o simplă consolidare a unei părți a fostei proprietăți a familiei Eftimiu, situată în București, în zonă protejată, grad maxim de protecție (an construire 1894). Conform Institutului Național al Patrimoniului, „locuința unifamilială construită la sfârșitul secolului al XIX-lea (1894) într-o manieră caracterizată de gustul specific epocii, potențialul său arhitectural și artistic este dublat de o deosebită semnificație memorial-simbolică, prin faptul că aici au locuit succesiv și au creat două personalități marcante ale culturii române, Victor Eftimiu, academician și dramaturg (1889-1972), și Cezar Ivănescu poet și traducător (1941-2008), ambii români de origine albaneză.” 

## Plăcuțe memoriale, instituții și străzi care îi poartă numele etc. (selectiv)

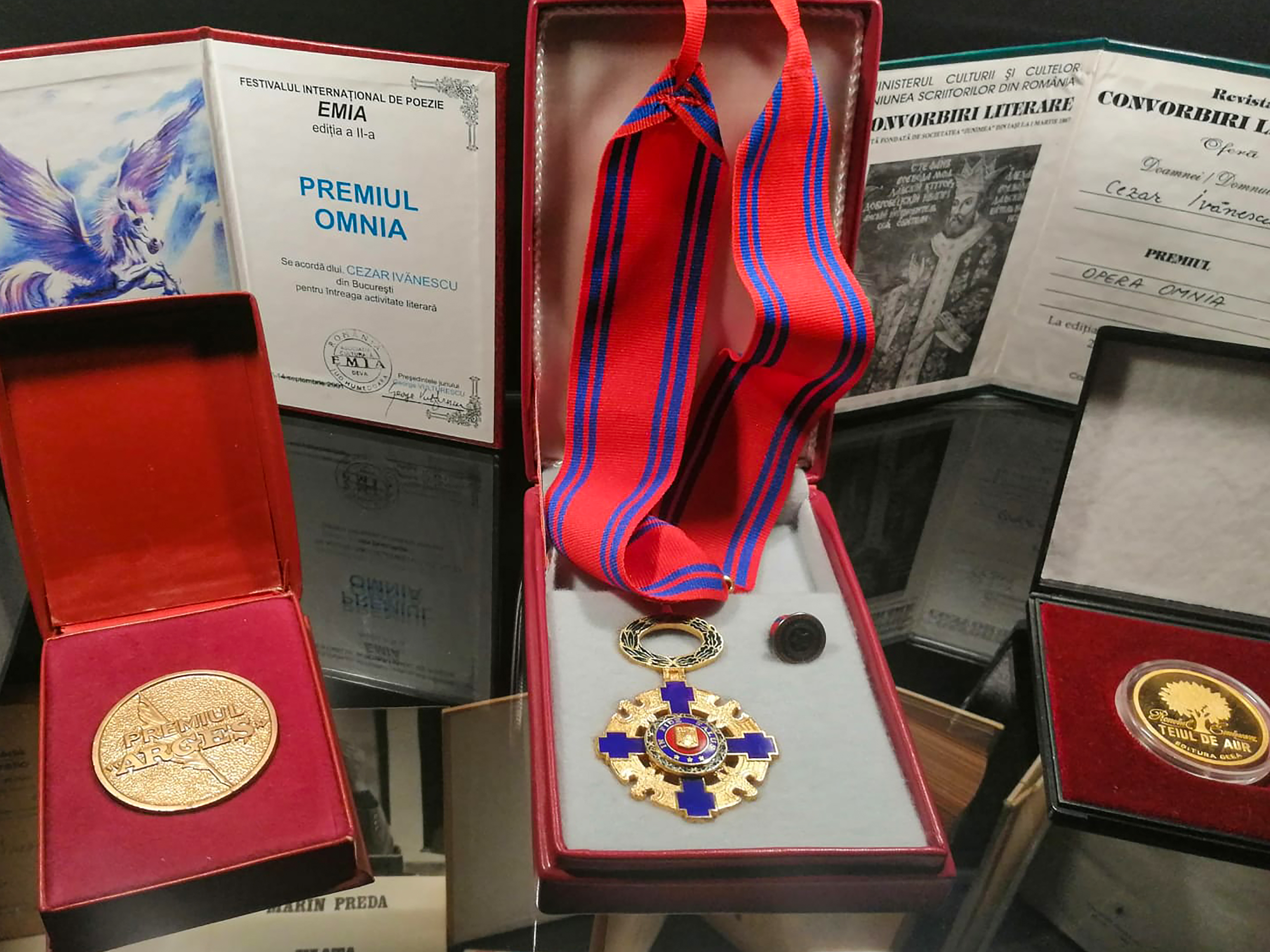
Steaua României în grad de Comandor; alte premii și medalii. Documente aflate în arhiva scriitorului Cezar Ivănescu și expuse în cadrul proiectului cultural: Casa memorială Cezar Ivănescu.

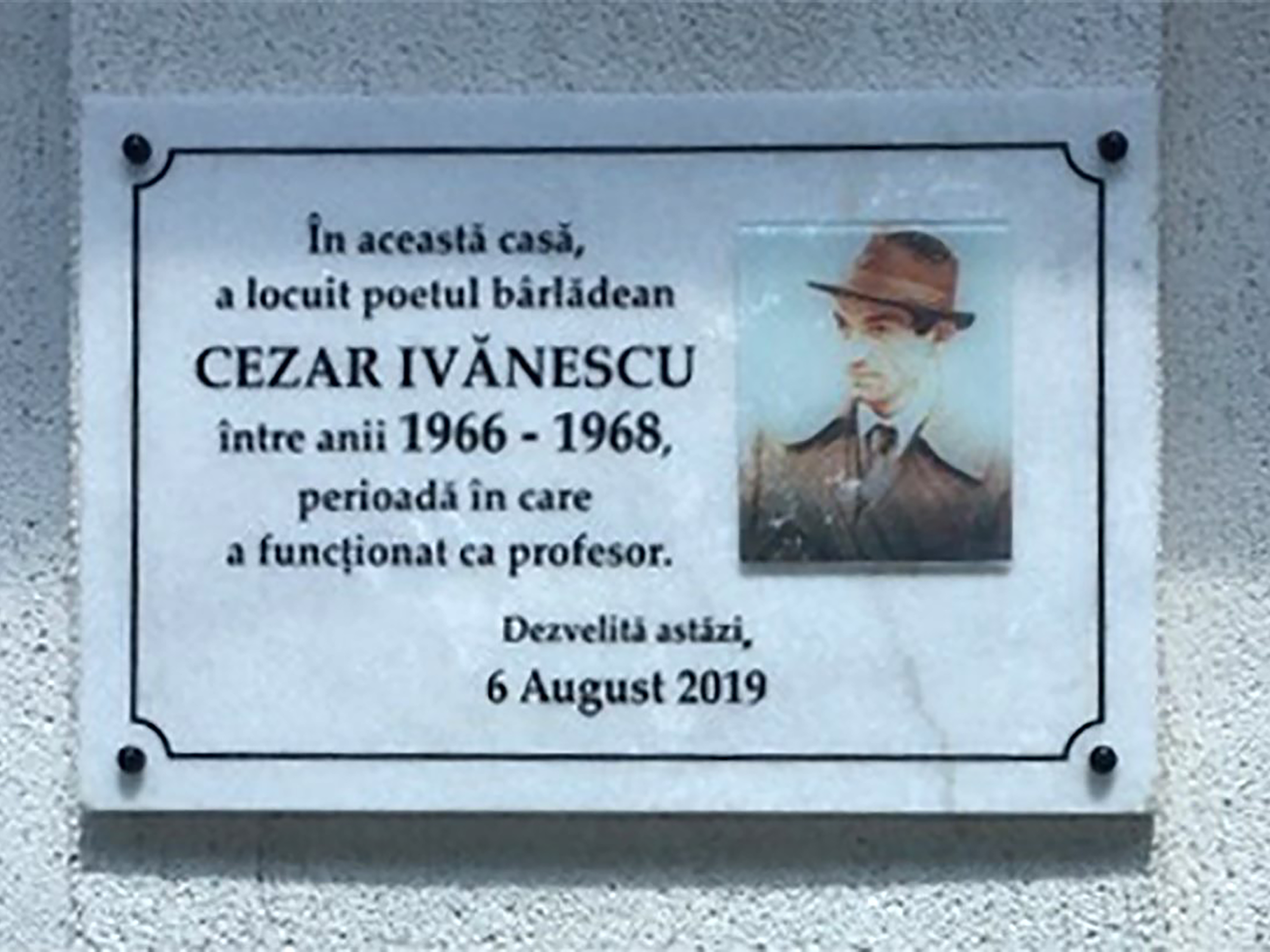
Placuță comemorativă amplasată pe clădirea în care a locuit o perioadă poetul Cezar Ivănescu, Bârlad.

Pe mai multe clădiri din România se află plăcuțe memoriale care amintesc de locurile în care a locuit poetul. De asemenea, mai multe străzi poartă numele poetului Cezar Ivănescu.
- Plăcuță comemorativă postată la Complexul Cultural-muzeal „Ion Creangă” plasată de Muzeul Literaturii Române Iasi  și Societatea Culturală Junimea '90, în 2012.
- În memoria lui Cezar Ivănescu, în Bârlad, municipalitatea a dezvelit pe 6 august 2019 o placă memorială pe casa în care a locuit între anii 1966-1969.
- Librăria Cezar Ivănescu, Iași, înființată în Iași în anul 2020.[17]

## Manifestări In memoriam Cezar Ivănescu, interart
- Bienala de artă Cezar Ivănescu, Muzeul de Artă Vizuală din Galați, 2009[18]
- Festivalul Național de Poezie „Cezar Ivănescu”, Iași, 2012[19]
- Expoziția IN MEMORIAM: CEZAR IVĂNESCU, Muzeul de Istorie, Aiud, 2009 Arhivat în 27 noiembrie 2021, la Wayback Machine.[20]
- Festivalul ANTARES, 2009[21]
- Expoziție Epitafuri. In memoriam Cezar Ivănescu, Teatrul Gong, Sibiu, 2009
- In memoriam Cezar Ivănescu, expoziție de  Angela Baciu, Festivalul Național al Cărții Axis Libri, Galați, 2009
- Muzeul Național de Istorie al României, 2 martie 2011, expoziție documentară și lansare de carte, 2 martie 2011
- „In Memoriam Cezar Ivănescu” la  Centrul pentru Artă și Cultură din Korce și la Muzeu Historik Kombëtar, Institutul Cultural Român, cu sprijinul Centrului pentru Artă și Cultură din Korce (Korce), Muzeului Național de Istorie din Tirana, Ambasadei României în Republica Albania[nefuncțională]
[22], [23]
- Manifestări In memoriam Cezar Ivănescu și dezvelirea unei plăci comemorative la Casa Veche, strada Stroe Belloescu, care marchează casa unde au locuit cu chirie (2 ani: 1966 – 1968),Cezar Ivănescu și Maria Ivănescu, Primaria și CLM Bârlad împreună cu "Academia Bârlădeană", 2019
- CEZAR IVANESCU - 80 de ani de la naștere. La Asociația Liga Albanezilor din România (ALAR), anul 2021 îi este dedicat marelui poet român cu origini albaneze, Cezar Ivănescu (1941-2008). Printre proiectele, acțiunile și evenimentele dedicate memoriei scriitorului se numără și un mini serial online, prin care ALAR își propune să reconstituie imaginea lui Cezar Ivănescu din amintirile celor care l-au cunoscut. Serialul cuprinde opt episoade și a debutat cu un episod special, dedicat locului natal al scriitorului, orașul moldav Bârlad.  Între timp, au mai apărut alte trei episoade, în cadrul cărora despre Cezar Ivănescu au vorbit domnul Dr. Luan Topciu, coordonatorul Centrului Cultural Albanez și traducătorul operei lui Cezar Ivănescu în limba albaneză, doamna Clara Aruștei, fiica poetului și inițiatoarea proiectului casei memoriale „Eftimiu-Ivănescu” din București, precum și doamna Prof. Dr. Simona Modreanu, scriitoare și traducătoare ieșeană, succesoarea lui Cezar Ivănescu la conducerea Editurii „Junimea”.  Vineri, 3 septembrie, a fost difuzat și episodul cu numărul 5 din serialul „Cezar Ivănescu – 80”, avându-l drept protagonist pe scriitorul și criticul literar Marius Chelaru, redactorul-șef adjunct al prestigioasei publicații „Convorbiri literare” de la Iași, un bun cunoscător al literaturii albaneze. Toate episoadele serialului pot fi vizionate pe pagina de Facebook www.facebook.com/alaroficial, precum și pe canalul de YouTube al ALAR.[24]
- CEZAR IVĂNESCU, TRANSMODERNUL –  80 de ani de la nașterea scriitorului, Expoziție de carte, Biblioteca Județeană „Petre Dulfu” Baia Mare[25].
- Simpozion dedicat poetului Cezar Ivănescu, Academia Bârlădeană în colaborare cu Primăria și Consiliul Local Bârlad sunt inițiatorii evenimentului omagial, moderat de dr. Elena Monu, Cinematograful Victoria, 6 august, , Bârlad.[26]
- La Asociația Liga Albanezilor din România (ALAR), anul 2021 îi este dedicat marelui poet român cu origini albaneze, Cezar Ivănescu (1941-2008). Printre proiectele, acțiunile și evenimentele dedicate memoriei scriitorului se numără și un mini serial online, prin care ALAR își propune să reconstituie imaginea lui Cezar Ivănescu din amintirile celor care l-au cunoscut. Serialul cuprinde opt episoade și a debutat cu un episod special, dedicat locului natal al scriitorului, orașul moldav Bârlad.[27]
- Academia Bârlădeană, anul XXVI, 3 (84), trimestrul 3, 2021. Cezar Ivănescu 80. Semnează: Elena Monu - Cezar Ivănescu și Bârladul; Clara Aruștei - Posteritatea unui scriitor de geniu; Simona Modreanu - Cezar la 80 de ani; Simion Bogdănescu - Poezia în fața neantului. Cezar Ivănescu; Nicolae Crețu - Cezar Ivănescu; Theodor Codreanu - Cezar Ivănescu: intrarea în canonul literar (I); Doina Teodoru-Gavriliu - Evocare. Când eram mai tânăr și la trup curat.
- Sâmbătă, 20 noiembrie 2021, sala ovală a Palatului Congreselor din Tirana a găzduit, în cadrul celei de-a XXIV-a ediție a Târgului de Carte, lansarea volumului bilingv de poezii „Rod/Fryt”, de Cezar Ivănescu, publicat la Editura OMBRA GVG din Tirana, în traducerea Dr. Luan Topciu. Evenimentul a fost moderat de directorul editurii OMBRA GVG, domnul Gëzim Tafa, și s-a bucurat de prezența deputatului Bogdan-Alin Stoica, reprezentantul minorității naționale în Parlamentul României, precum și a unor importanți oameni de cultură din Albania, printre aceștia numărându-se profesorul universitar Anila Mullahi, scriitorii Durim Çaça, Riza Braholli Mborja, scriitoarea și traducătoarea Ana Kove sau Petrit Ymeri, președintele Asociației Editorilor din Albania. Scriitorul Riza Braholli Mborja a oferit și un moment cu totul special, recitând una dintre poeziile lui Cezar Ivănescu, în limba albaneză.[28]
- 21 noiembrie 2021, la Facultatea de Educație și Filologie a Univ. „Fan S. Noli” din Korcea, a avut loc lansarea volumului bilingv de poezii „Rod”/ „Fryt al poetului român de origine albaneză Cezar Ivănescu. La eveniment au participat traducătorul dr. Luan Topçiu, reprezentantul minorității albaneze în Parlamentul României, dl. Alin Stoica și alte personalități. Evenimentul a fost organizat în colaborare cu Facultatea de Limbi Străine a Universității „Fan S. Noli”, Clubul Scriitorilor „Bota e re” și Centrul de Informare al României din Korcea.[29]
- Ediție specială de Ziua României - Cezar Ivănescu (1 decembrie 2021): „De Ziua Națională a României, Asociația Liga Albanezilor din România aduce în prim-plan o personalitate culturală care simbolizează în chip minunat legătura istorică dintre cele două popoare, român și albanez: poetul Cezar Ivănescu, un scriitor de geniu al literaturii române, de origine albaneză pe linie maternă. Cu puțin timp în urmă, în Albania, la Tirana și la Korça, reprezentanții ALAR au participat la evenimentele prilejuite de apariția volumului bilingv de poeme ale lui Cezar Ivănescu, intitulat „Rod / Fryt”. A fost un bun prilej pentru a promova încă o dată literatura română în Albania, dar și pentru a evidenția contribuția pe care românii cu sânge albanez au adus-o la cultura română și universală.[30] [31]

## Volume de autor
- Rod, Editura pentru Literatura, București, 1968
- Mica drama, debut in teatru, Pitești, 1969
- Rod III, Ed. Cartea Românească, București, 1975
- Rod IV, Ed. Cartea Românească, București, 1977 (cupr. ciclurile: Erudita pietate, 1960-1975; Baladele de odinioară; Terra paterna)
- La Baaad, Ed. Cartea Românească, București, 1979 (cupr. ciclurile: Bătrâna Zoe; La Baad; Sala de gimnastică; La Baaad; Bocet; Numitul G.B.)
- Muzeon, Ed. Eminescu, București, 1979
- Fragmente din Muzeon, Ed. Cartea Românească, București, 1982
- Doina, Ed. Cartea Românească, București, 1983
- Doina, Ed. Cartea Românească, (volum diferit de cel din 1983), București, 1987
- Rod, Ed. Albatros, București, 1985 (Col. „Cele mai frumoase poezii”)
- Alte fragmente din Muzeon, Ed. Cartea Românească, 1992 (vol. se deschide cu o scrisoare de la Constantin Noica din 8 mart. 1980)
- Sutrele muțeniei, prefața semnată de Petru Creția, Pentru Cezar Ivănescu, Ed. Princeps, Iași, 1994
- Pentru Marin Preda, Editura Timpul, Iași, 1996
- Jeu d'Amour, Ed. Helicon, Timișoara, 1995
- Rosarium, Ed. Helicon, Timișoara, 1996
- La Baaad, Ed. Eminescu, București, 1996Placuță comemorativă amplasată pe clădirea în care a locuit o perioadă poetul Cezar Ivănescu, pe clădirea care găzduiește din 1989 expoziția documentară Ion Creangă, camera de oaspeți, Iași

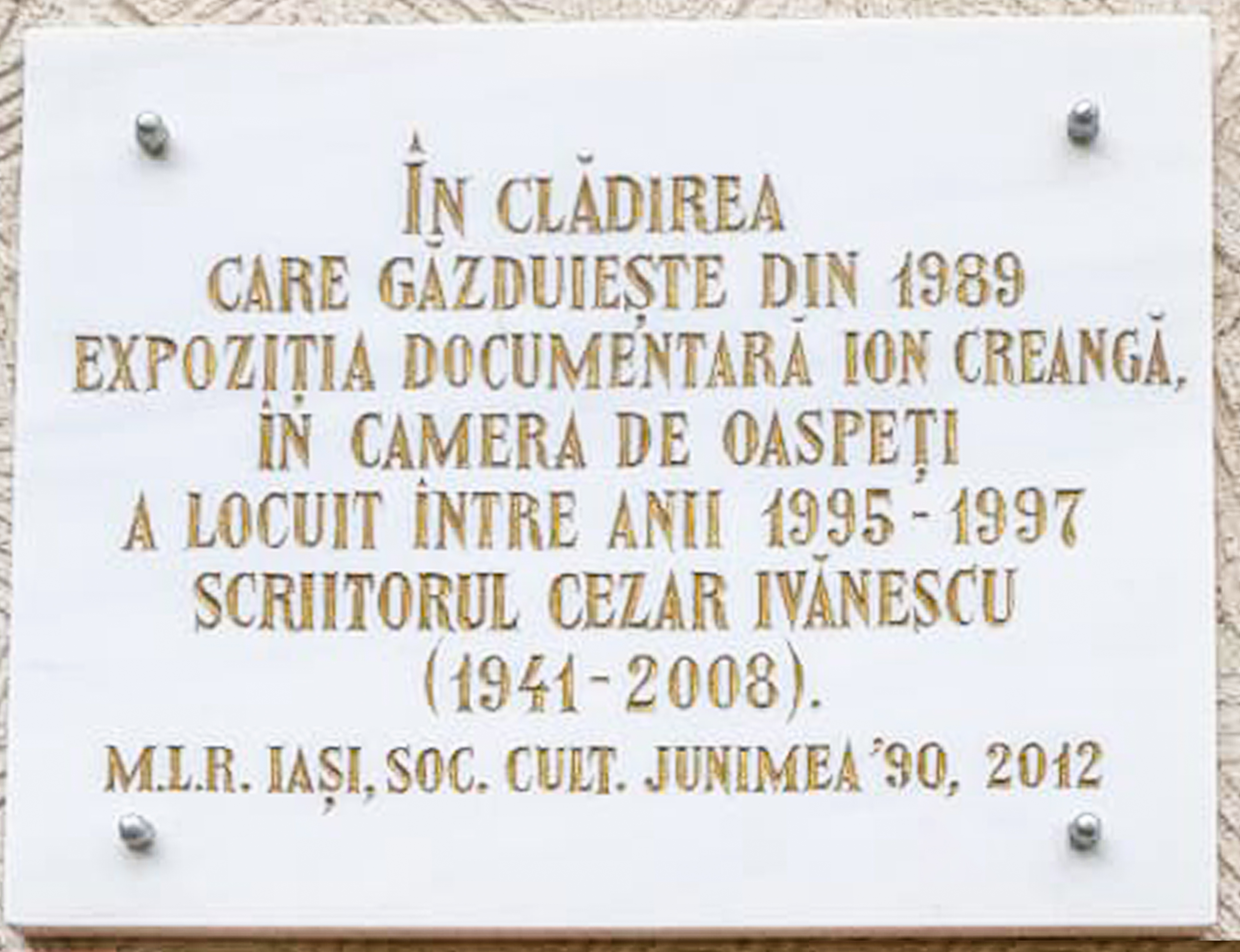
Placuță comemorativă amplasată pe clădirea în care a locuit o perioadă poetul Cezar Ivănescu, pe clădirea care găzduiește din 1989 expoziția documentară Ion Creangă, camera de oaspeți, Iași

- Pentru Marin Preda, Ed. Timpul, Iași, 1996
- Timpul asasinilor, documente si mărturii despre viața, moartea și transfigurarea lui Nicolae Labiș, volum semnat împreună cu Stela Covaci, București, 1997
- Poeme, Ed. Crater, București, 1999
- Efebul de la Marathon, cu un studiu introductiv semnat de Theodor Codreanu, Poezia lui Cezar Ivănescu, Ed. Minerva, București, 2000 (col. Biblioteca pentru toți)
- Doina (Tatăl meu Rusia), Ed. Junimea, Iași, 2000
- Opera poetică, 2. vol., Ed. Cartier, Chișinău, 2000
- Poeme și Proză, ediție coordonată de Mircea Coloșenco, proiect inițiat de Fundația Culturală „Dr. C. Teodorescu” Bârlad, 6 august Bârlad, 2008
- Rod, antologie alcătuită de Ion Pop, volum în seria dedicată poeților laureați ai Premiului Național de Poezie “Mihai Eminescu” – Opera Omnia, Ed. Paralela 45, Pitești
- Erudita pietate, (486 p), Ed. Junimea, Iași, 2011
- 111 cele mai frumoase poezii, 232 p, Ed. Nemira, București, 2012
- Dialoguri televizate (Despre cărți și nu numai…), Cezar Ivănescu și Lucian Vasiliu, coord. ed.: Alfredina Iacobitz, Ed. Junimea, Iași, 2013
- Copilăria lui Ario Paradis, antologie și studiu de Bogdan Crețu, Ed. Junimea, Iași, 2018

## Reviste (postum)
- Dacia Literară, nr. 5/2008  îi este dedicat, printre autori numărându-se acad. Alexandru Zub, acad. Basarab Nicolescu, Simona Modreanu, Tiberiu Brăilean, Theodor Codreanu, Ion Murgeanu, Constantin Hrehor, Ioan Pintea, Cristian Simionescu, Noemi Bomher ș.a.
- Cezar Ivănescu comemorat în Albania. Revista Milosao, 18 mai 2008; Gazeta Shqiptare, 18 mai 2008
- Mișcarea literară, numărul 1 (29), îi consacră un număr important de pagini, Gabriela Cretan, Ion Murgeanu, Besnik Mustafaj, M.R. Iacoban și Emil Cira evocând personalitatea și opera lui Cezar Ivănescu
- Expoziție "In memoriam Cezar Ivanescu", Viața Noastră, anul XLVII, nr. 17281, 15-16 octombrie 2009, Tel Aviv, Israel
- Amfitrion, numărul 2-3, comemorează personalitatea și opera lui Cezar Ivănescu, în paginile revistei publicând Gabriela Cretan, Luca Pițu, Magda Ursache, Viorel Ilișoi, Petru Ursache, Mihai Rogobete, Gelu Negrea, 2010
- INEDIT: Cezar Ivănescu în dialog cu Lucian Vasiliu, România literară, nr. 36, 7 sept. 2012
- Cezar Ivanescu comemorat în presa din Albania, Gazeta Mapo, 26 aprilie 2013
- Cezar Ivănescu, poezii în revista Saras (limba albaneză), Tirana, mai 2016
- Luan Topciu, Opt ani fără Cezar Ivănescu, Tirana, Albania, 29 aprilie 2016
- Albanica, poezii de Cezar Ivănescu, bilingv: română și albaneză, traducere de Luan Topciu, nr. 2, primăvară, Editura Asdreni, Craiova, 2019
- Albanica, Dossier Cezar Ivănescu, nr. 3, vară, Editura Asdreni, Craiova, 2019
- Cezar Ivănescu, Eros, logos și agape, Albanica, nr. 5, iarnă 2019/2020, Editura Asdreni, Craiova, 2020
- Albanica, Cezar Ivănescu, nr. 10, Editura Asdreni, Craiova, 2021
- DOCUMENTAR: 80 de ani de la nașterea poetului Cezar Ivănescu (6 august) | AGERPRES • Actualizează lumea.[32]
- Scriptor, Emilian Galaicu-Păun (Chișinău), Don Cezar, anul VII, nr. 11-12 (83-84) noiembrie-decembrie 2021,

## Antologii (selectiv)
- Cântecul amintirii, antologie alcătuită de Cezar Ivănescu, Ed. Minerva, București, 1978
- Testament - Anthology of Modern Romanian Verse - Bilingual Edition English/Romanian (Testament - Anthologie de Poezie Română Modernă - Ediție Bilingvă Engleză/Română) - Daniel Ioniță (editor), Eva Foster și Daniel Reynaud, Editura Minerva 2012
- International Poetry Review, special issue: Contemporary voices from Romania, vol. XXXVII, fall, SUA, 2011
- Mon cadravre aux chien, antologie de poezie română alcătuită de Nicolas Cavaillees, Édition Hochroth, Paris, 2018
- La Baaad, Cezar Ivănescu, Ediție întocmită, prefață, bio-biografia operei de Gruia Novac, Editura Dacia XXI, 2011
- Poeme și proză, Cezar Ivănescu, Ediție alcătuită de Mircea Coloșenco, Editura Opera Magna, Iași, 2008

## Ediții ale operelor lui Cezar Ivănescu în alte limbi (selectiv)

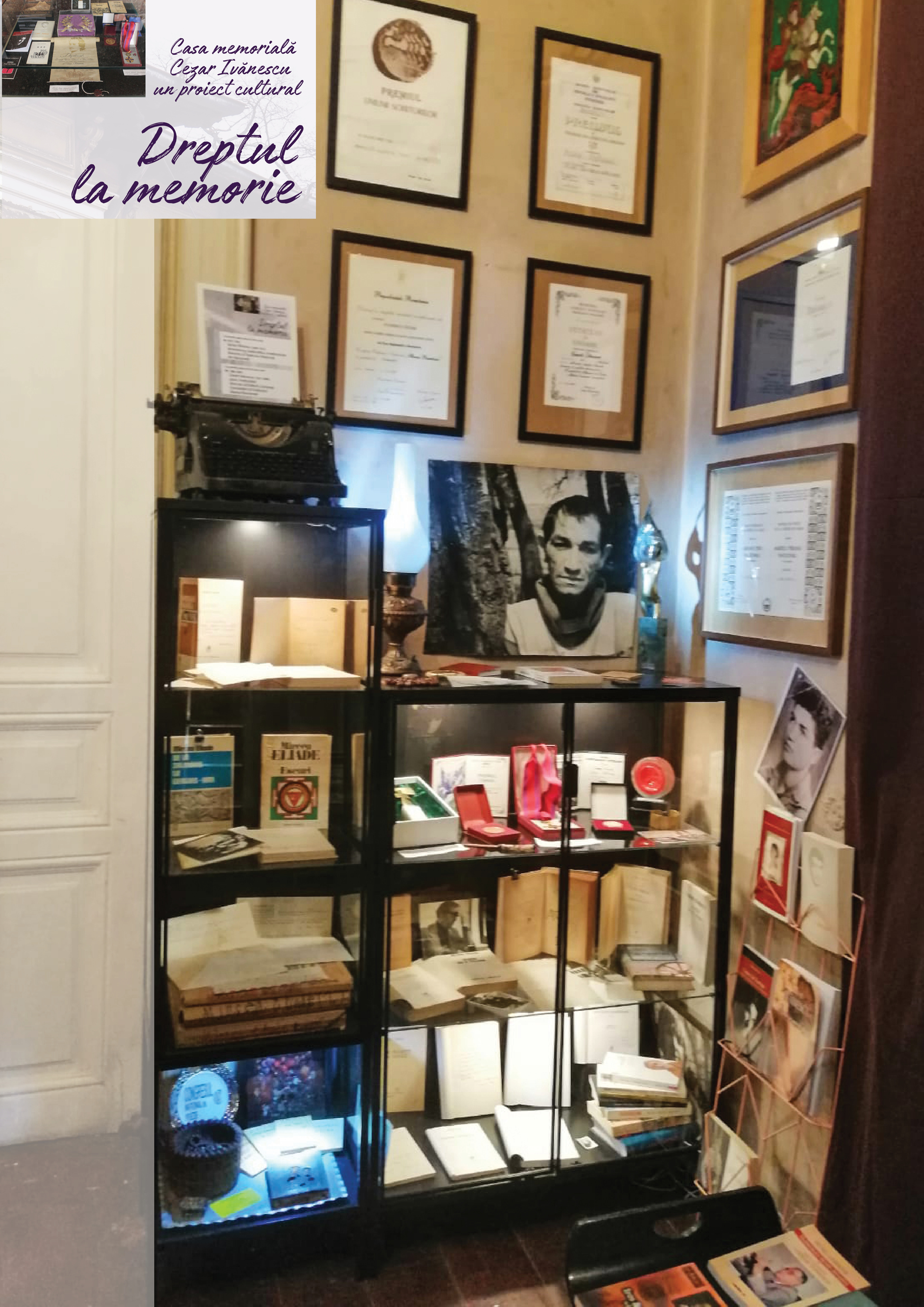
Aspect din interiorul casei memoriale muzeu Cezar Ivănescu. În cadrul proiectului Cezar Ivănescu - 80, Clara Aruștei, fiica scriitorului a organizat un muzeu dedicat celor două personalități ale culturii române cu origini albaneze, care au locuit aici, la distanță de 100 de ani, caz singular în istoria literaturii române.

Publicate în România și în alte țări
- Rod/Seed Time and Harvest, Ed. Cogito, editie bilingva româna-engleză, 1996
- La Baaad/In Baaad, editie bilingva româna-engleză, Ed. Junimea, Iași, 2006
- Lojë Dashurie (Jeu d'Amour), Cezar Ivănescu în limba albaneză, antologie de poeme, traducere din limba română în limba albaneză de Luan Topciu, Botime Ora, Tirana, Albania, 2007
- Rod, antologie de poeme alacătuită de Christian W. Schenk, Editura Dionysos Boppard, 2021
- ROD/FRYT, ediție alcătuită și tradusă de Luan Topciu, cronologie de Clara Aruștei, prefață de Daniel Cristea-Enache, postfață de Luan Topciu, OMBRA GVG – Tiranë, 2021

## Traduceri
din limba franceză
- Louis-Ferdinand Céline, Călătorie la capătul nopții, Ed. Cartea Românească, București, 1978 (traducere Maria Ivănescu, prefață Cezar Ivănescu)
- Jean Andouze, ș.a., Conversație despre invizibil, Ed. Cartea Românească, București, 1978 (traducere Maria Ivănescu, prefață Cezar Ivănescu)
- Mircea Eliade, De la Zalmoxis la Genghis-han, Ed. Științifică și Enciclopedică, București, 1980 (împreună cu Maria Ivănescu)
- Mircea Eliade, Eseuri. Mitul eternei reîntoarceri. Mituri, vise și mistere, Ed. Științifică, București, 1991 (împreună cu Maria Ivănescu), cu un cuvânt-înainte de Cezar Ivănescu: Jeu d'Amour.
- Robert Muchembled, Magia și vrăjitoria în Europa din Evul mediu până astăzi, Ed. Humanitas, București, 1997(împreună cu Maria Ivănescu)
- Blaise Pascal, Cugetări, text integral, Ed. Omniscop, Craiova, 1998 (împreună cu Maria Ivănescu)
- Henri Troyat, Teribilele țarine, Lider, București, 1999 (împreună cu Maria Ivănescu)
- Mircea Eliade, Făurari și alchimiști, Ed. Humanitas, București, 2008 (împreună cu Maria Ivănescu)

în limba franceză
- Marin Preda, L'Intrus, Ed. Minerva, București, 1982(traducere Maria Ivănescu, prefață Cezar Ivănescu: Marin Preda – Poésie et vérité)

## Ediții (selectiv)
- Ronald Gasparic, Plîns la zîmbetul meu. Poeme, 1980–1991, prefață și ed. în colaborare cu Vasile Andru
- Petru Aruștei, Moarte și renaștere. Supraviețuire, editată în colaborare cu Ioan Constantinescu, Editura Institutul European, Iași, 1994 (Memorial de Cezar Ivănescu și Eseu de Ioan Constantinescu)
- Rodica Brad Păuna, Roți de iarbă, Editura Macarie, Colecția „Prima Carte“, Târgoviște, 1997

## Istorii literare. Dicționare. Enciclopedii (selectiv)
- Marian Popa, Dicționar de literatură contemporană, ediția a II-a, Ed. Albatros, București, 1977, p. 283
- Eugen Simion, Dicționar de literatură română. Scriitori, reviste, curente. Coordonator Dim. Păcurariu, Ed. Univers, București, 1979, p. 208
- Dan C. Mihăilescu, Dicționarul scriitorilor români. D–L. Coordonare și revizie științifică: Mircea Zaciu, Marian Papahagi, Aurel Sasu. Ed. „Fundației Culturale Române“, 1998, pp. 676–677;
- Marin Mincu, Poeticitate românească postbelică, Ed. Pontica, Constanța, 2000, pp. 248–253;
- Academia Română, Dicționarul general al literaturii române, lit. E–K, Laurențiu Hanganu. Coordonator general: Eugen Simion, Ed. Univers Enciclopedic, București, 2005, pp. 713–715
- Alex Ștefanescu, Istoria literaturii române contemporane, Ed. Mașina de scris, București, 2005, pp. 861–868
- Aurel Sasu, Dicționarul biografic al literaturii române, Ed. Paralela 45, Pitești, 2006, pp. 808–809
- Ion Pop, Dicționar analitic de opere literare românești, Ed. Casa Cărții de știință, Cluj-Napoca, 2007, p. Ia, pp. 489–490, p. IIa, pp. 881–882
- Nicolae Manolescu, Istoria critică a literaturii române, Ed. Paralela 45, Pitești, 2008, pp. 1069–1073
- N. Busuioc, Fl. Busuioc, Scriitori și publiciști ieșeni contemporani, Ed. Vasiliana’ 98, Iași, 2009, pp. 388–391
- Marian Popa, Istoria literaturii române de azi pe mîine, Ed. Semne, 2009, pp. 477–479
- Liviu Lungu, Luan Topciu, Albania: o istorie în date. Despre Kanun. Personalități, Editura Asdreni, Craiova, 2020